# Zonitoschema rhobompana
Zonitoschema rhobompana is een keversoort uit de familie van oliekevers (Meloidae). De wetenschappelijke naam van de soort is voor het eerst geldig gepubliceerd in 1911 door Pic.